# Équipe de Malaisie féminine de squash
L'équipe de Malaisie féminine de squash représente la Malaisie dans les compétitions internationales de squash et dirigée par la fédération malaisienne de squash.
Depuis 1990, la Malaisie a disputé une finale mondiale en 2014, emmenée par sa joueuse superstar Nicol David, 8 fois championne du monde individuelle.
Nicol David demeure invaincue dans cette compétition par équipes de 2002 à 2016 où elle est défaite en 5 jeux par l'Américaine Amanda Sobhy.
Cette défaite met fin à une série unique de 38 victoires consécutives en championnats du monde par équipes.
Sur le continent asiatique, la Malaisie domine les championnats d'Asie par équipes avec 9 titres.

## Équipe actuelle
- Sivasangari Subramaniam
- Rachel Arnold
- Aira Azman
- Aifa Azman

## Palmarès championnats du monde par équipes
| Année                    | Résultat             | Classement           | G                    | PL                   |
| ------------------------ | -------------------- | -------------------- | -------------------- | -------------------- |
| Birmingham 1979          | Pas de participation | Pas de participation | Pas de participation | Pas de participation |
| Toronto 1981             | Pas de participation | Pas de participation | Pas de participation | Pas de participation |
| Perth 1983               | Pas de participation | Pas de participation | Pas de participation | Pas de participation |
| Dublin 1985              | Pas de participation | Pas de participation | Pas de participation | Pas de participation |
| Auckland 1987            | Pas de participation | Pas de participation | Pas de participation | Pas de participation |
| Warmond 1989             | Pas de participation | Pas de participation | Pas de participation | Pas de participation |
| Sydney 1990              | Phase de poule       | 16e                  | 1                    | 6                    |
| Vancouver 1992           | Phase de poule       | 14e                  | 2                    | 5                    |
| Guernesey 1994           | Phase de poule       | 18e                  | 0                    | 6                    |
| Petaling Jaya 1996       | Phase de poule       | 17e                  | 3                    | 3                    |
| Stuttgart 1998           | Pas de participation | Pas de participation | Pas de participation | Pas de participation |
| Sheffield 2000           | 1/16e de finale      | 12e                  | 2                    | 5                    |
| Odense 2002              | Quart de finale      | 7e                   | 3                    | 3                    |
| Amsterdam 2004           | Quart de finale      | 5e                   | 4                    | 2                    |
| Edmonton 2006            | Demi-finale          | 3e                   | 5                    | 1                    |
| Le Caire 2008            | Demi-finale          | 3e                   | 5                    | 1                    |
| Palmerston North 2010    | Demi-finale          | 3e                   | 4                    | 2                    |
| Nîmes 2012               | Demi-finale          | 3e                   | 6                    | 1                    |
| Niagara-on-the-Lake 2014 | Finale               | 2e                   | 6                    | 1                    |
| Issy-les-Moulineaux 2016 | Quart de finale      | 6e                   | 4                    | 2                    |
| Dalian 2018              | Quart de finale      | 6e                   | 4                    | 2                    |
| Total                    | 14/21                | 0 titres             | 49                   | 40                   |

,